# Long Playing (album)
Long Playing è il terzo album del gruppo Giuliano Palma & the Bluebeaters, pubblicato il 30 settembre 2005.

## Tracce
1. Hard Luck Woman (Kiss)
2. Sweet Revenge (Joe Strummer)
3. Keep on Running (The Spencer Davis Group)
4. I'Ve Been Hurt (Bill Deal & the Rhondels)
5. The Odd Couple
6. Let's Start Again (Cornell Campbell & the Eternals)
7. Danger in Your Eyes (The Paragons)
8. I Am What I Am (Jackie Opel)
9. Living in the Footsteps Of Another Man (Delroy Wilson)
10. Jump (Van Halen)
11. The Munsters
12. Shame and Scandal (Madness)
13. Love Me Forever (Carlton & the Shoes)
14. You're My Best Friend (Queen)
15. The Persuaders
16. Back on the Chain Gang (The Pretenders)
17. Jealous Guy (John Lennon)
18. You Don't Know (Bob Andy)
19. Charlie's Angels
20. Black Is Black (Los Bravos)
21. Renegade (Arthur Duke Reid)
22. Messico e nuvole (Conte)

CD del singolo Come le viole contenuto nell'edizione doppia dell'album uscita nel 2006
1. Come le viole (Radio Edit) (Peppino Gagliardi)
2. Come le viole (Peppino Gagliardi)

## Classifiche
| Classifica | Posizione |
| ---------- | --------- |
| Italia     | 7         |